# Lejontämjaren (bok)
Lejontämjaren är den nionde boken i Camilla Läckbergs serie om Erica Falck och Patrik Hedström i Fjällbacka. Boken släpps den 17 november 2014.

## Handling
Det är januari och kylan har Fjällbacka i sitt grepp. En halvnaken flicka irrar genom den snöiga skogen, ut på en väg. Bilen kommer som från ingenstans och hinner inte väja.
När Patrik Hedström och hans kolleger får larmet om olyckan är flickan redan identifierad. För fyra månader sedan försvann hon på väg hem från ortens ridskola och därefter har ingen sett henne. Det visar sig att hon utsatts för ofattbara grymheter, och risken är att hon inte är ensam om sitt öde.
Samtidigt håller Erica Falck på att gräva i ett gammalt fall, en familjetragedi som ledde till en mans död. Gång på gång besöker hon hans fru som dömdes för mordet, men utan att få reda på vad som hände. Vad är det kvinnan döljer? Erica känner på sig att något inte stämmer. Och det verkar som om det förflutna kastar sin skugga över nuet. 